# عدنان القیسی
عدنان القیسی (عربی: عدنان بن عبدالكريم أحمد القيسي ألفرث؛ ۱ مارس ۱۹۳۹ – ۶ سپتامبر ۲۰۲۳) کشتی‌گیر، کشتی‌گیر کشتی حرفه‌ای، و مربی (کشتی حرفه‌ای) اهل عراق بود.